# Post Apocalyptic Mayhem
Post Apocalyptic Mayhem — мультиплеєрна гра в жанрі гонок на виживання в постапокаліптичному світі. Гра була розроблена для ПК білоруською компанією Steel Monkeys, видавцем якої виступила канадська компанія Meridian 4.
У режимі гри для одного гравця на гонку дається час, переможець визначається шляхом підрахунку знищених машин суперників. У мультиплеєрі можна вибрати заїзд як на перегонах, так і на знищення машин суперників. У грі представлено 12 бойових машини і 6 гоночних треків. На трасі машина збирає бонуси, накопичення яких дозволяє використовувати спеціальні здібності. У кожної машини 3 індивідуальних здібності.
Гра отримала переважно низькі оцінки ігрової преси. Оглядач GameSpot Кевін Ванорд назвав гру «порожньою й аматорською», поставивши їй оцінку 3/10. В огляді сайту Game Revolution основними недоліками гри були названі єдиний, по суті, режим гри для одного гравця, гнітюче мала кількість трас і нудний мультиплеєр.